# Тё, Павел Владимирович
Павел Владимирович Тё (20 мая 1963, Ташкент) — российский предприниматель, председатель совета директоров и совладелец девелоперской компании Капитал Груп.

## Биография
Павел Тё родился 20 мая 1963 года в Ташкенте, Узбекистан в семье энергетиков. В 1985 году окончил Ташкентский политехнический институт им. Бируни по специальности «тепловые электростанции». После устроился на работу в «Узбекгидропроект» на должность теплоэнергетика. По некоторым источникам сообщается, что в поздний советский период Павел был судим и был известен в криминальных кругах под прозвищем Паша Кореец.
В 2016 году возглавил комиссию по высотному строительству Общественного совета при Минстрое РФ.

### Capital Group
В начале 1990-х годов занимался трейдингом. В 1993 году вошел в состав акционеров строительной компании Капитал Груп.
Одним из первых проектов стал в 1993 году офис компании IBM на Озерковской набережной.
В 2016 стал председателем совета директоров Капитал Груп. По состоянию на 2022 год был основным владельцем компании.

### Столичные аптеки
Являлся владельцем сети аптек Столичные аптеки, состоящей из 180 аптек.

## Скандалы
В 2015 году Павла Тё подозревали в убийстве снежного барса на территории Кыргызстана — Минприроды направило запрос о проверке информации из соцсетей в Генпрокуратуру. По информации агентства K-News власти Кыргызстана не стали проводить расследование по этому делу.
12 марта 2024 Госкомитет национальной безопасности Кыргызстана сообщил, что объявил в розыск российского предпринимателя, владельца компании «Капитал Груп» (Capital Goup) Павла Тё (Паша Кореец), по подозрению в финансировании члена ОПГ «Братский круг» — Камчы Кольбаева (также известного как Коля Киргиз, Камчи Бишкекский). Кольбаев же был ликвидирован правоохранительными органами Кыргызстана в 2023 году. 27 марта 2024 года обвинения Павла были сняты.

## Семья
Чо Мен Хи (1894—1938) — дед по линии отца, корейский писатель, 15 апреля 1938 года постановлением «тройки» был приговорен к расстрелу по обвинению в предательстве интересов советского народа и шпионаже в пользу Японии, 11 мая расстрелян.
Ольга Карпуть — жена, владелица бутика КМ20. Шестеро детей, в том числе от предыдущего брака.